# 청룡호
청룡호(靑龍號)는 1966년부터 서울-부산 간을 운행한 열차의 이름이다. 영업 개시 당시에는 특급이었으나, 운행상 어려움에 보급으로 격하되었다.

## 역사
- 1966년 11월 21일 : 서울-대전 간을 특급으로 운행 개시[1]
- 1967년 4월 1일 : 서울-대구 간으로 연장 (소요시간 4시간 35분)[2]
- 1967년 9월 1일 : 서울-부산 간으로 연장[3]
- 1969년 2월 10일: 3등 객차를 제외하고 대신 1등 객차를 편성함[4]
- 1969년 2월 21일 : 서울-부산진 간으로 변경, 보급(普急, 보통급행)으로 격하[5]
- 일자 불명 : 폐지